# Pont inférieur du Cygne
Le Pont inférieur du Cygne (en russe : Нижний Лебяжий мост) est un pont de pierre à travée unique à Saint-Pétersbourg traversant le canal des Cygnes à sa jonction avec la rivière Moïka.
Le pont est l'un des deux qui traversent le canal des Cygnes, l'autre étant le pont supérieur du Cygne à l'extrémité nord du canal, au confluent avec la rivière Neva. Le site du pont inférieur du Cygne était à l'origine occupé par un pont-levis en bois construit par Harmen van Bol'es dans les années 1730, remplacé par un pont fixe en 1760, et pendant un temps connu sous le nom de premier pont Tsaritsyn, près du pré Tsaritsyn, actuel Champ de Mars. Le pont en bois a été remplacé par un pont en pierre dans les années 1830, mais la rapidité de sa construction a conduit à des problèmes importants, la voûte en danger d'effondrement. Plusieurs restaurations ont eu lieu conservant l'apparence du pont, la dernière en 2002. Aujourd'hui, le pont relie le champ de Mars au Jardin d'été, à proximité du château Mikhailovsky.

## Emplacement
Le pont inférieur du Cygne traverse le canal des Cygnes, l'un des plus anciens de la ville, à l'endroit où le canal rejoint la rivière Moïka, reliant les zones du champ de Mars à l'ouest et du jardin d'été à l'est. Il se compose d'une travée et sert à la fois à la circulation piétonne et routière,. Il s'agit de l'un des deux ponts qui enjambent actuellement le canal des Cygnes, l'autre étant le pont supérieur du Cygne à l'extrémité nord du canal à sa jonction avec la rivière Neva.

## Histoire

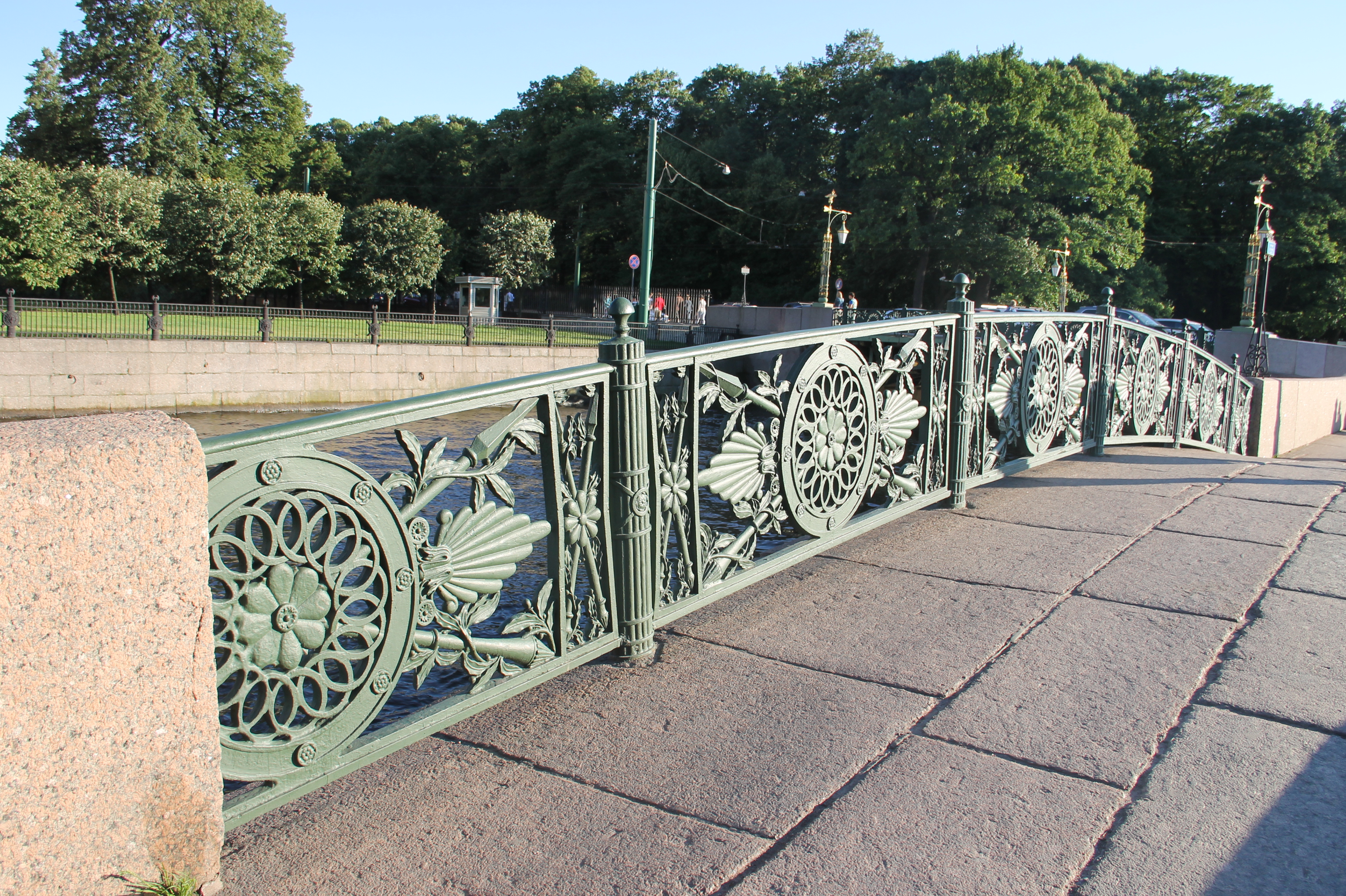
Treillis en fer des balustrades du pont

L'ancien pont en bois a été construit entre 1720 et 1730 ,,. Il comprenait un système de poutres avec des supports sur une fondation sur pieux . Il s'appelait le premier pont de Tsaritsyne car près du pré Tsaritsyne, maintenant le Champ de Mars[a]. Il a été remplacé par un pont fixe en bois dans les années 1760. Les ingénieurs Pierre-Dominique Bazaine, Andreï Gotman et A.I. Remezov étaient responsables de la conception du pont voûté en brique à une travée, avec ses façades et ses piliers revêtus de granit et des balustrades en fonte conçues par Carlo Rossi. Son nom permet de le distinguer du pont traversant l'extrémité nord du canal, qui était une construction en pierre depuis 1768.

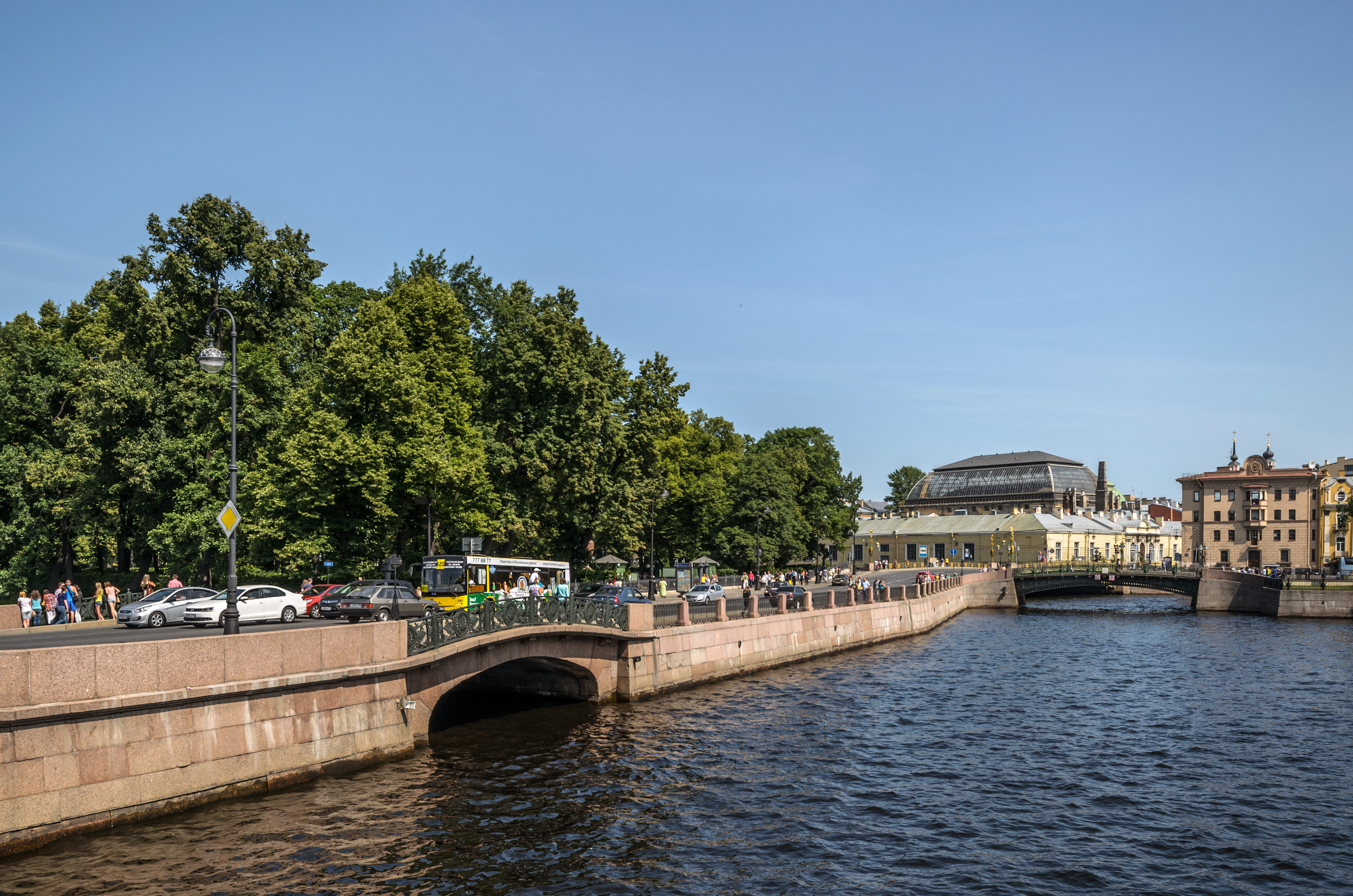
Le pont de la Moïka, montrant la jonction avec le canal des Cygnes.

La hâte dans laquelle le pont a été construit a rapidement commencé à se manifester. La voûte en briques du pont s'est fissurée presque immédiatement après l'achèvement, la fissure s'élargissant régulièrement au cours des six années suivantes. En 1842, l'écart s'était élargi à 25 cm, provoquant l'ouverture de joints dans les fondations du pont. En 1849, l'arc s'est effondré, nécessitant de nouvelles réparations,. Des défauts ont de nouveau été découverts dans la voûte au début des années 1900, et un examen en 1904 a déclaré l'état du pont insatisfaisant. En 1907, un autre projet de reconstruction est élaboré. Ni ce programme ni plusieurs programmes de réparation ultérieurs n'ont été mis en œuvre et le pont a continué de s'affaisser.
Au début des années 1920, l'état du pont était dans un état si préoccupant qu'il a été fermé à la circulation en 1924. Il fut à nouveau réparé entre avril 1925 et 1926 sous la supervision des ingénieurs B.D. Vassiliev et A.L. Salarev. La structure a été renforcée avec du béton armé et revêtue de granit, conservant l'apparence antérieure du pont, y compris les balustrades de Rossi, qui ont été restaurées,,. Une autre restauration a eu lieu en 2002 dans le cadre du 300e anniversaire de la fondation de la ville. L'imperméabilisation a été réalisée, les garde-corps ont été restaurés et les chaussées réparées.